# Suzette Robichon
Suzette Robichon, née Suzanne Robichon le 18 août 1947 à Bressols (France), est une éditrice, essayiste et militante féministe et lesbienne française.

## Biographie
Après des études de lettres classiques à Montauban et Toulouse, Suzette Robichon déménage pour Paris au début des années 1970. 
Parallèlement, elle rejoint le Groupe des lesbiennes de Paris et participe au premier journal lesbien publié en France, Quand les femmes s’aiment, de 1978 à 1980. 
Elle fonde par la suite la revue Vlasta, revue des fictions et utopies amazoniennes, avec Michèle Causse et publie Le voyage sans fin de Monique Wittig. Passionnée par les écrits de la théoricienne, elle organise avec Sam Bourcier un colloque sur son œuvre à Paris en 2001. 
La même année, elle écrit avec Traude Bührmann un guide historique et culturel du Paris lesbien édité sous le titre Lesbisches Paris. 
Elle est aussi cofondatrice des Lesbiennes d'intérêt général (LIG), premier fonds de dotation féministe et lesbien, et secrétaire du Centre audiovisuel Simone de Beauvoir.
En 2020, elle collabore avec Queer Code pour raconter les parcours de lesbiennes déportées à Ravenbrück, par le biais des cartographies numériques Constellations brisées.
En avril 2021, elle a programmé un cycle de conférences au mémorial de la Shoah à Paris, dans le cadre d'une exposition, sous la direction scientifique de l’historienne Florence Tamagne, sur le sort des homosexuels et des lesbiennes sous le nazisme.

## Publications
- Parce que les lesbiennes ne sont pas des femmes : Autour de l'œuvre politique, théorique et littéraire de Monique Wittig, Actes du colloque des 16-17 juin 2001, Columbia University, Paris, Éditions gaies et lesbiennes, 2002[3],[8]
- Lesbisches Paris, Berlin, Orlanda Frauenverlag, 2002
- Rosa Bonheur. Ceci est mon testament..., Paris, IX Editions, 2012[9]
- Natalie Clifford Barney, Liane de Pougy, Correspondance amoureuse, Paris, Gallimard, 2019[10]